# 第一信用控股
第一信用金融集團有限公司（簡稱第一信用，港交所：8215），在2006年12月18日，由冼國林創立的財務公司，主要提供私人貸款、樓宇按揭、中小企貸款及外籍家傭貸款為首。
總部位曾於中環遠東發展大廈，2017年11月遷往中環干諾道中19-20號馮氏大廈21樓。股份在2011年12月13日，在港交所創業板上市。較招股價漲36.67%，或0.41港元。集資額1.14億港元，招股價為0.38港元，配售3億股。
第一信用財務有限公司（簡稱第一信用財務）為第一信用金融集團的全資附屬機構，貸款中心設於中環。
2017年11月24日，第一信用被證監會勒令停牌。

## 連結
- 第一信用金融集團 （页面存档备份，存于）
- 第一信用財務 （页面存档备份，存于）